# Wasyl I
Wasyl I Dymitrowicz (ros. Василий I Дмитриевич) (ur. 1371, zm. 27 lutego 1425 w Moskwie) – wielki książę moskiewski od 1389, najstarszy syn Dymitra Dońskiego i wielkiej księżnej Eudoksji, córki wielkiego księcia Niżnego Nowogrodu Dymitra Konstantynowicza.
W dzieciństwie został zakładnikiem w Złotej Ordzie. Pod koniec 1386 zbiegł z Ordy, chroniąc się najpierw na Podolu, a później u hospodara mołdawskiego Piotra I. Wreszcie trafił na Litwę na dwór Witolda. Ten ostatni zaręczył Wasyla ze swoją córką Zofią.
Wasyl I kontynuował proces unifikacji ziem ruskich. W 1392 roku przyłączył księstwa niżnonowogrodzkie i muromskie, a w latach 1379–1397 - Kaługę, Wołogdę i ziemie Komi.
Jako pierwszy uzyskał tytuł w formie dziedzictwa, niezależnie od Ordy, choć w praktyce musiał starać się o jarłyk. Uzyskał od chana zgodę na przyłączenie do Moskwy księstwa niżnonowogrodzkiego (w latach 1392–1393). Wasyl I podbił m.in. księstwo muromskie na południowy wschód od Włodzimierza nad Klaźmą, leżący na północny wschód (nad Suchoną) Wielki Ustiug. Jego panowanie przypadło na okres największej potęgi Wielkiego Księstwa Litewskiego. W latach 1406–1408 prowadził wojnę z Litwą, w wyniku której w posiadanie Litwy weszły tzw. Księstwa Wierchowskie (ziemie w dorzeczu Oki), z takimi miastami jak: Lubuck, Sierpiejsk, Kozielsk i Odojew, oraz musiał uznać wpływy polityczne Litwy w Pskowie i Nowogrodzie.
Dzieci:
- Anna wyszła za cesarza Bizancjum Jana VIII Paleologa[1].
- Daniel, ur. 6 grudnia 1401[2].
- Wasyl II, ur. 10 marca 1415